# تتسوجی تامایاما
تتسوجی تامایاما (انگلیسی: Tetsuji Tamayama؛ زادهٔ ۷ آوریل ۱۹۸۰) بازیگر، مدل (شخص)، و بازیگر تلویزیون اهل ژاپن است.
از فیلم‌ها یا برنامه‌های تلویزیونی که وی در آن نقش داشته‌است می‌توان به گوئمون، جنگل نروژی، و سگودون اشاره کرد.